# Manuel Monteiro de Castro
Manuel Monteiro de Castro (Guimarães, 29 de març de 1938) és un cardenal portuguès que serví com a Penitenciari Major emèrit de la Penitenciaria Apostòlica des del seu nomenament pel Papa Benet XVI el 5 de gener de 2012. Anteriorment havia servir com a secretari de la Congregació per als Bisbes. Es retirà el 21 de setembre de 2013.

## Orígens
Monteiro de Castro estudià humanitats, filosofia i teologia a l'arquebisbat de Braga. Va ser ordenat prevere per l'arquebisbe António Bento Júnior el 9 de juliol de 1961, estudiant després a la Pontifícia Universitat Gregoriana de Roma, on assolí un doctorat en dret canònic al juny de 1967. Durant aquest període estudià i es diplomà en diplomàcia per la Pontifícia Acadèmia Eclesiàstica. Al febrer de 1969 esdevingué advocat de la Sagrada Rota Romana.

## Carrera en la diplomàcia eclesiàstica
Ingressà al servei diplomàtic de la Santa Seu el 1967. Va ser creat capellà de Sa Santedat l'1 de juliol de 1968. Serví com a secretari a les nunciatures de Panamà (1967-69), Guatemala (1969-72), Vietnam i Cambodja (1972-75), Austràlia (1975-1978) i Mèxic (1978-81). L'1 de juliol de 1981 va ser promogut a Prelat d'honor de Sa Santedat. Tornà a Roma, on treballà a la Segona Secció de la Secretaria d'Estat entre juny i novembre de 1981. Aquesta decisió va ser presa per nomenar-lo conseller de Nunciatura Apostòlica a Bèlgica el 1981, on serví fins a 1985.
El 1985 va rebre la gran creu de cavaller de l'orde de l'Infante Dom Hemrique, concedida pel primer ministre Mário Soares.
El 1985 va ser promogut a arquebisbe i nomenat pro-nunci pels països a les Índies Occidentals que tenen relacions amb la Santa Seu, incloent les Bahames, Barbados, Belize, Dominica, Grenada, Jamaica, Saint Lucia i Trinidad i Tobago, i delegat apostòlic per la resta de territoris. Va ser consagrat pel Cardenal Secretari d'Estat Agostino Casaroli. Dos anys després, quan Antigua i Barbuda establí relacions amb la Santa Seu, esdevingué també pro-nunci d'allà en comptes de delegat apostòlic. El 1998 va ser traslladat a Sud-àfrica, amb responsabilitats també sobre alguns països de la rodalia. El 2000 va ser nomenat nunci apostòlic a Espanya i Andorra. Ocupant aquest càrrec es reuní amb el president del govern espanyol José Luis Rodríguez Zapatero per tal de reduir la tensió entre el govern espanyol i l'església.
El 2003 va rebre la gran creu de cavaller de l'Orde Militar de Crist, concedida pel ministre d'afers exteriors.

## Secretari de la Congregació per als Bisbes
El 3 de juliol del 2009 el Papa Benet XVI el nomenà secretari de la Congregació per als Bisbes, substituint l'arquebisbe Francesco Monterisi, qui aquell dia havia estat nomenat arxipreste de la basílica papal de Sant Pau Extramurs. La Congregació que considera els candidats pels nomenaments de bisbes per a les diòcesis no missioneres de ritu llatí, llevat dels casos en què cau sobre la competència de la Secció d'Afers Públics de la Secretaria d'Estat (nomenaments que requereixen alguna forma de consulta amb els governs) o de la Congregació per a les Esglésies Orientals (a Grècia i l'Orient Mitjà).
Tradicionalment, el Secretari de la Congregació per als Bisbes és també Secretari del Col·legi de Cardenals, i Monteiro de Castro va ser nomenat per a aquest càrrec el 21 d'octubre de 2009. És també un dels consultors de la Congregació per a la Doctrina de la Fe.

### Penitenciari Major
El 5 de gener de 2012, l'arquebisbe Monteiro de Castro va ser nomenat Penitenciari Major de la Penitenciaria Apostòlica, rellevant el cardenal Baldelli, qui havia arribat a l'edat de retir de 75 anys al 2010. En aquesta tasca com a penitenciari major per assegurar l'absolució de les excomunions latæ sententiæ reservades a la Santa Seu, la dispensa d'impediments sacramentals reservats a la Santa Seu, i l'emissió i governança de les indulgències.
El 6 de gener de 2012 s'anuncià que l'arquebisbe Monteiro de Castro seria creat cardenal el 18 de febrer següent pel Papa Benet XVI. Va ser creat cardenal diaca de San Domenico di Guzman aquell dia. El 21 d'abril de 2012 el cardenal Monteiro de Castro va ser nomenat membre del Consell Pontifici per a la Cura Pastoral dels Migrants i els Itinerants, de la Congregació per a les Causes dels Sants i de la Congregació per als Bisbes.
Va ser un dels cardenals electors que participaren en el conclave papal del 2013 que escollí el Papa Francesc.
Mantindrà el dret a votar en un conclave papal i serà membre de les congregacions fins al 2018, quan complirà els 80 anys.

## Opinions

### Relacions homosexuals
Monsenyor Monteiro de Castro ha estat citat a la premsa per les seves opinions sobre les relacions homosexuals. Insisteix que les unions homosexuals no poden ser vistes com a matrimonis, però va donar a entendre que almenys eren dignes de compassió.

## Honors
Gran Creu de l'orde de l'Infant Dom Henrique - 31 de juliol de 1985
 Gran Creu de l'orde de Crist - 18 de setembre de 2002
 Gran Creu de l'orde de Sant Jaume de l'Espasa – 11 de maig de 2010
 Gran Creu de l'orde d'Isabel la Catòlica - 2003